# Vincent Pettway
Vincent Pettway (* 9. November 1965 in Baltimore, Maryland. USA) ist ein ehemaliger US-amerikanischer Boxer im Halbmittelgewicht und Weltmeister der IBF.

## Karriere
Vincent Pettway startete seine professionelle Boxkarriere 1984 mit einem Sieg über Ali Saad Muhammad. Er erhielt den Spitznamen „The Ambassador“ (dt.: „Der Botschafter“) und  gewann am 19. Februar 1992 den USBA Junior Middleweight-Titel der USBA von Gilbert Baptist. 1994 trat er gegen Gianfranco Rosi um den Weltmeistertitel der IBF an. Zunächst erkämpfte er ein unentschieden. Bei einem Rückkampf am 17. September 1994 gewann er den Titel. Er verteidigte ihn 1995 gegen Simon Brown. Er verlor ihn am 12. August 1995 gegen Paul Valden nach technischem KO.
1996 trat er gegen Terry Norris um den WBC- und IBF-Titel an, verlor jedoch i der achten Runde nach technischem KO. Bis 2001 kämpfte Pettway weiter, trat aber nicht mehr um einen Titel an. Seine Bilanz waren 43 Siege, sieben Niederlagen und ein unentschieden. Davon hatte er 32 Kämpfe durch KO gewonnen.
Er wurde Trainer und übernahm seine alte Trainingsstätte in der North Bond Street in Baltimore von Mack Lewis. 2010 wurde er Präsident der Mack Lewis Foundation, die ein Literaturprogramm für Schüler von 6 bis 13 Jahren anbietet.

## Ehrungen
2006 wurde er in die Maryland Boxing Hall of Fame aufgenommen und 2014 wurde er mit dem Preis „School of Hard Knocks“ von Murray Smith für seine Verdienste um die Stadt Baltimore ausgezeichnet.